# بوب فينيمور
بوب فينيمور (بالإنجليزية: Bob Fenimore)‏ هو لاعب كرة قدم أمريكية أمريكي، ولد في 6 أكتوبر 1925 في وودوارد في الولايات المتحدة، وتوفي في 28 يوليو 2010.

## وصلات خارجية
- بوب فينيمور على موقع مرجع كرة القدم المحترفة.كوم (الإنجليزية)